# Rhabdoweisia sphaerothecia
Rhabdoweisia sphaerothecia là một loài rêu trong họ Rhabdoweisiaceae. Loài này được (Müll. Hal.) Kindb. mô tả khoa học đầu tiên năm 1889.